# Mark Pope
Pour les articles homonymes, voir Pope (homonymie).
Mark Pope, né le 11 septembre 1972, à Omaha, au Nebraska, est un joueur et entraîneur américain de basket-ball. Il évoluait au poste d'ailier fort.

## Palmarès
- Champion de Turquie 1997
- Champion NCAA 1996
- Pac-10 Freshman of the Year 1992